# Imagine (single van John Lennon)
Imagine is een beroemd softrocklied met een utopische tekst van de Engelse zanger, muzikant, ex-Beatle en vredesactivist John Lennon.

## Geschiedenis
Het lied Imagine werd als single in de Verenigde Staten uitgebracht op 11 oktober 1971, nadat het een maand eerder, op 9 september 1971, was verschenen op zijn tweede soloalbum Imagine. Lennon bespeelde de piano en werd begeleid door de Plastic Ono Band. Het gebruik van Strijkinstrumenten het akoestische echo-effect kunnen mede worden toegeschreven aan co-producer Phil Spector. Hoewel het in eerste instantie slechts de derde plaats bereikte in de hitlijsten, werd het nummer het grootste commerciële succes in de solocarrière van Lennon.
In het Verenigd Koninkrijk werd in 1975 een single uitgebracht die het bracht tot een zesde plaats. Bij een heruitgave na Lennons overlijden in 1980 werd Imagine nummer 1. In 1999 volgde een derde uitgave, die in de 'charts' binnenkwam in de top 5.
Enkele jaren na de dood van Lennon werd het nummer in 1984 gebruikt bij de aftiteling van de film The Killing Fields van Roland Joffé.

## Inspiratie

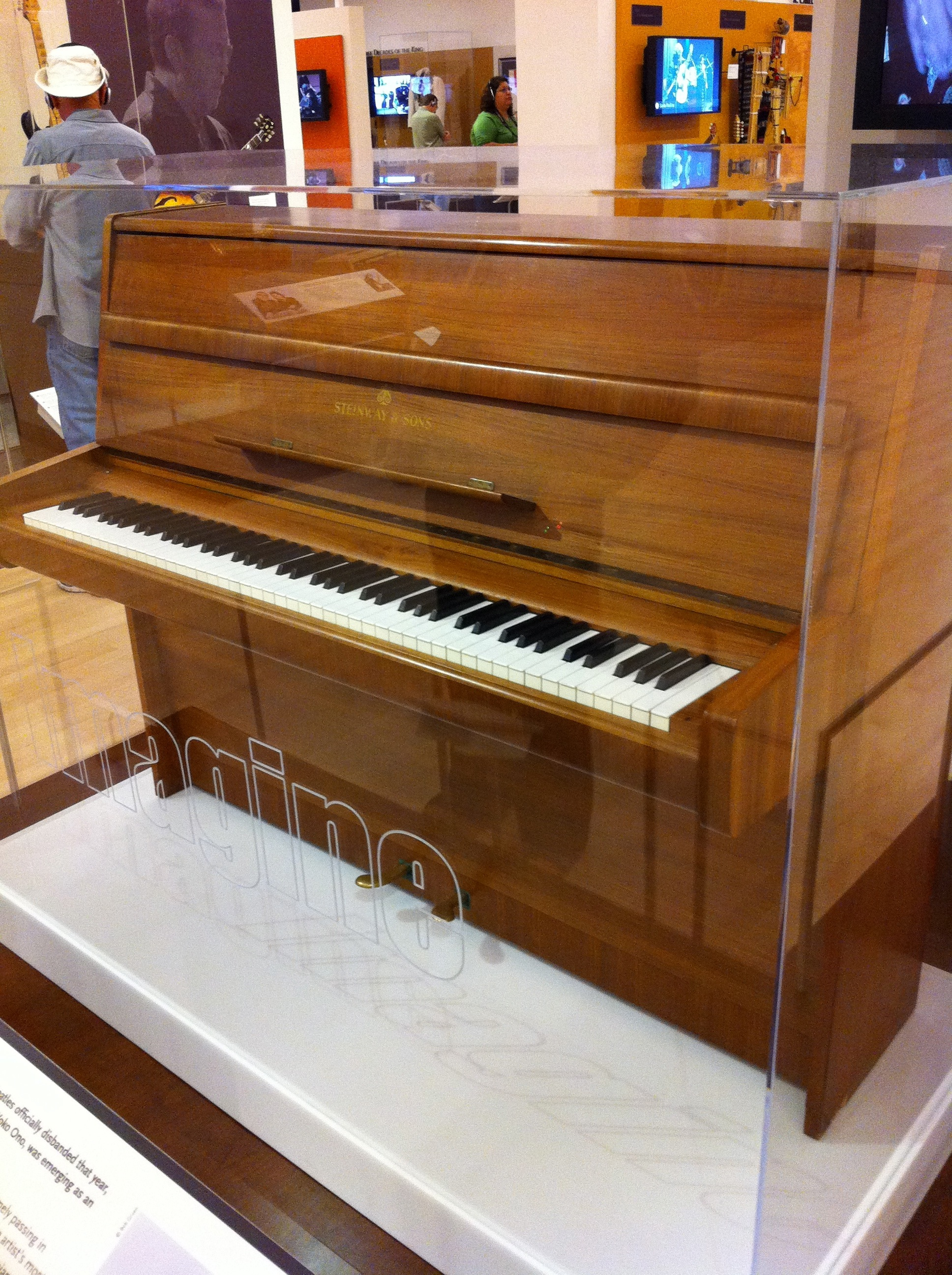
De Steinway piano van Lennon waarop hij Imagine componeerde

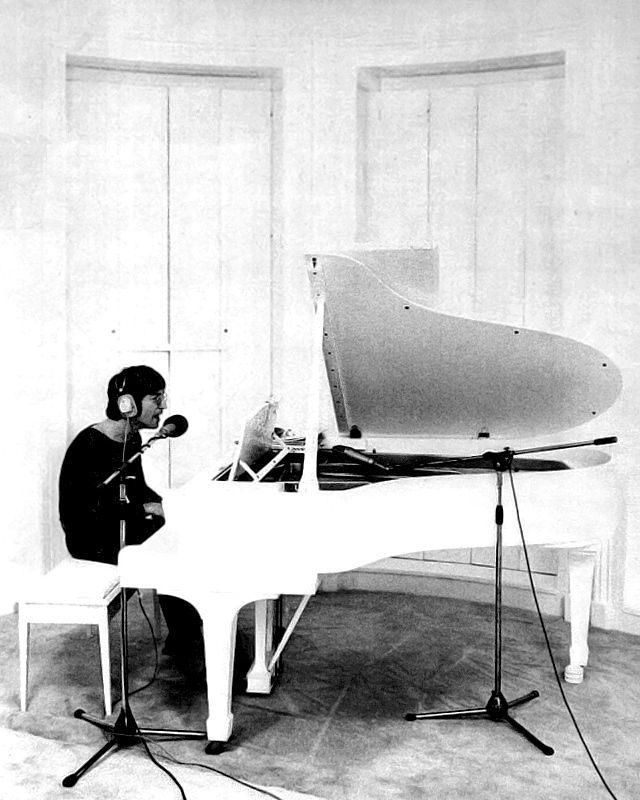
Reclame voor het nummer in Billboard

Lennon schreef het lied op een morgen in het begin van 1971 op zijn slaapkamer in zijn landhuis Tittenhurst Park in Ascot in Berkshire, maar sporen van de tekst zijn al terug te vinden in de gedichten van Lennons latere eega Yoko Ono uit de vroege jaren 60.
In haar boek Grapefruit uit 1965 maakt zij zich een wonderbaarlijke voorstelling, "imagine a raindrop [...] imagine a cloud dripping". De eerste regel van het minder bekende Beatlesnummer I'll Get You uit 1963, "Imagine I'm in love with you, it's easy cause I know", is ook tamelijk herkenbaar in de openingsregels van het lied:
Imagine there's no heaven
It's easy if you try
No hell below us
Above us only sky
In drie coupletten maakt hij zich een voorstelling van een ideale staat van broederschap tussen mensen, 'a brotherhood of man'. In het refrein verdedigt hij zijn droom tegen de hoon van de schijnbare realiteit:
You may say I'm a dreamer
But I'm not the only one
I hope some day you'll join us
And the world will live as one
Cynische critici kunnen er op wijzen dat deze mooie woorden werden geschreven door een miljonair. Het magazine Rolling Stone omschreef de geboorte van het lied in meer lyrische bewoordingen:

His wife, Yoko Ono, watched as Lennon sat at the white grand piano now known around the world from films and photographs of the sessions for his Imagine album and virtually completed the song: the serene melody; the pillowy chord progression; that beckoning, four-note figure; and nearly all of the lyrics, twenty-two lines of graceful, plain-spoken faith in the power of a world, united in imagination and purpose, to repair and change itself.(Zijn vrouw, Yoko Ono, keek toe hoe Lennon aan de grote vleugel zat, nu wereldwijd bekend van films en foto's van de muzieksessies voor het album Imagine, en de song praktisch helemaal uitwerkte: de serene melodie, de fluwelen opeenvolging van akkoorden, dat uitnodigende motief van vier noten, en bijna de volledige tekst, tweeëntwintig regels vol elegant, onomwonden vertrouwen dat de wereld, met één beeld en doel voor ogen, zichzelf kan herstellen en veranderen.)

Het tijdschrift noemde het lied "his greatest musical gift to the world", Lennons grootste muzikale geschenk aan de mensheid, en waardeerde alleen Like a Rolling Stone van Bob Dylan en (I Can't Get No) Satisfaction van The Rolling Stones hoger op de lijst van 500 beste nummers aller tijden (volgens Rolling Stone) tot 2004. Lennon zelf noemde het "virtually the Communist Manifesto", welhaast het Communistisch Manifest.

## Coverversies
- De Nederlandse band Pineapple bracht Imagine op 1 oktober 1971 op single uit, en stond ermee in de tipparade van Hilversum 3. Op de B-kant stond het nummer O Yoko.
- Joan Baez zong Imagine graag tijdens concerten. De eerste opname verscheen op haar album Come from the Shadows in 1972.
- Diana Ross coverde het lied op Touch Me in the Morning in 1973.
- Jeff Berlin had succes met een instrumentale jazzfusion-versie op het album Taking Notes (1997).
- De Venezolaanse groep Cachicamo con Caspa coverde het nummer met een Latijns-Amerikaanse invalshoek op het album A Pulir la Hebilla (2006).
- De rockband Yes maakte 40 jaar na de dood van John Lennon een coverversie op het live-album "The Royal Affair Tour" (2020). Drummer van Yes op dit nummer is Alan White, die ook op het originele nummer van John Lennon drumde.
- In 2018 bracht Davina Michelle een kerstversie uit van het nummer. Dit deed ze voor radiozender Sky Radio.[6]

## Gelegenheidsoptredens
- Freddie Mercury zong Imagine enkele malen vlak na de moord op John Lennon in 1980.
- David Bowie zong Imagine op een concert in Hong Kong op 8 december 1983 ter herdenking van Lennons dood precies drie jaar eerder.
- Stevie Wonder zong Imagine op 4 augustus 1996 bij de slotceremonie van de "Centennial" Olympische Zomerspelen van 1996 in Atlanta, 100 jaar na de eerste moderne Spelen.
- Peter Gabriel zong Imagine bij opening van de Olympische Winterspelen van 2006.
- Neil Young zong Imagine op het benefietconcert America: A Tribute to Heroes op 21 september 2001 ter nagedachtenis aan de slachtoffers van de aanslagen van 11 september.[7] Hij zong "Imagine no possessions / I wonder if I can".
- Bill Clinton zong Imagine in 2003 bij de viering van de tachtigste verjaardag van de voormalige Israëlische minister van Buitenlandse Zaken Shimon Peres op het Rabin-plein in Tel Aviv in duet met de toen vijftienjarige zangeres Liel en een koor van veertig Israëlische en veertig Arabische kinderen. Twee kinderen vulden de tekst aan met een regel in hun eigen taal.[8]
- Madonna coverde het nummer als onderdeel van haar Re-Invention Tour in 2004. Het werd ook door haar gezongen op een benefietconcert op 15 januari 2005 voor de slachtoffers van de tsunami van 26 december in het bijzijn van George H.W. Bush en Bill Clinton.
- De overgebleven leden van Queen hadden op 8 juli 2005 een concert in Hyde Park te Londen gepland in het kader van de Return of the Champions tournee. Wegens de terroristische aanslagen op 7 juli stelden ze het concert uit tot 15 juli. Ze zongen onder andere Imagine en droegen dit op aan het personeel van de hulpdiensten, dat speciaal was uitgenodigd.
- Cee Lo Green veroorzaakte op 31 december 2011 een relletje door tijdens een optreden op Times Square de tekst van het nummer aan te passen op een wijze die tegen de strekking van de tekst in ging. In plaats van "And no religion too" zong de Amerikaanse zanger "And all religion's true".[9]
- Op zondag 12 augustus 2012 zong de Schotse Emeli Sandé dit nummer tijdens de sluitingsceremonie van de Olympische Zomerspelen 2012 in Londen.
- Op vrijdag 12 juni 2015 opende Lady Gaga met dit nummer de Europese Spelen in Bakoe, Azerbeidzjan.
- Coldplay speelde het nummer na de terroristische aanslagen in Parijs in november 2015.

## In de cultuur
- In 1999 verklaarde de Amerikaanse stichting BMI, een grote organisatie die sinds 1937 royalty's inzamelt voor voornamelijk radio-uitzendingen van muziek, Imagine een van de honderd meest uitgevoerde nummers van de 20e eeuw. Ook de parodieën en andere bewerkingen laten zich moeilijk tellen.
- Een van de best gewaardeerde nummers van U2 zou zijn geïnspireerd door het laatste woord van het refrein, One uit 1991. De boodschap die de tekst van dat lied wil overbrengen, heeft een zeer vergelijkbare strekking.
- Imagine is het officiële lied van mensenrechtenorganisatie Amnesty International.
- Het vliegveld van Liverpool werd na de bouw van een nieuwe terminal in 2002 herdoopt tot Liverpool John Lennon Airport. Een levensgroot bronzen standbeeld van de beroemdste zoon van de stad staat in de vertrekhal. Het motto van de luchthaven is op het plafond geschilderd, Above us only sky.
- In Forrest Gump, een roman uit 1985 van Winston Groom die in 1994 verfilmd is door Robert Zemeckis, geeft de door Tom Hanks gespeelde zwakbegaafde titelheld die keer op keer wereldgeschiedenis schrijft, een heel eigen uitleg aan het ontstaan van het lied.
- In november 2006 werd de voormalige Amerikaanse president Jimmy Carter geïnterviewd over zijn waarnemersrol bij de presidentsverkiezingen in Nicaragua en de schone beloften van kandidaat Daniel Ortega.[10]

Interviewer: I've read where he's using John Lennon's "Give Peace a Chance" as his campaign theme song.
Carter: Yes, that's true. And of course, as you know, in many countries around the world – my wife and I have visited about 125 countries – you hear John Lennon's song "Imagine" used almost equally with national anthems. So John Lennon has had a major impact on some of the countries that are developing in the world.
De verkiezingen werden gewonnen door Ortega.
- Na de aanslagen in Parijs van november 2015 speelde Davide Martello Imagine op de piano bij de concertzaal Bataclan,[11] waar de meeste slachtoffers vielen. Hierna was het nummer veel te horen op de radio met als gevolg dat tijdens de stemweek voor de Radio 2 Top 2000 massaal werd opgeroepen om te stemmen op Imagine, dat gaat over een ideale wereld waarin iedereen in vrede met elkaar samenleeft. Het gevolg was dat dit nummer op nr. 1 in de Top 2000 kwam te staan.[12]
- Op 9 maart 2016 wijdde de Rotterdamse wethouder Joost Eerdmans met Imagine de nieuwe piano op Station Rotterdam Centraal in.[13]

## Hitnoteringen

### Evergreen Top 1000
| Imagine in de Evergreen Top 1000 | Imagine in de Evergreen Top 1000 | Imagine in de Evergreen Top 1000 | Imagine in de Evergreen Top 1000 | Imagine in de Evergreen Top 1000 | Imagine in de Evergreen Top 1000 | Imagine in de Evergreen Top 1000 | Imagine in de Evergreen Top 1000 | Imagine in de Evergreen Top 1000 | Imagine in de Evergreen Top 1000 | Imagine in de Evergreen Top 1000 | Imagine in de Evergreen Top 1000 | Imagine in de Evergreen Top 1000 | Imagine in de Evergreen Top 1000 | Imagine in de Evergreen Top 1000 | Imagine in de Evergreen Top 1000 | Imagine in de Evergreen Top 1000 |
| Jaar                             | 2008                             | 2009                             | 2010                             | 2011                             | 2012                             | 2013                             | 2014                             | 2015                             | 2016                             | 2017                             | 2018                             | 2019                             | 2020                             | 2021                             | 2022                             | 2023                             |
| -------------------------------- | -------------------------------- | -------------------------------- | -------------------------------- | -------------------------------- | -------------------------------- | -------------------------------- | -------------------------------- | -------------------------------- | -------------------------------- | -------------------------------- | -------------------------------- | -------------------------------- | -------------------------------- | -------------------------------- | -------------------------------- | -------------------------------- |
| Positie                          | –                                | –                                | –                                | –                                | 247                              | 36                               | 32                               | 45                               | 8                                | 15                               | 18                               | 17                               | 18                               | 18                               | 25                               | 23                               |

### NPO Radio 2 Top 2000
| Nummer met noteringen in de NPO Radio 2 Top 2000 | '99 | '00 | '01 | '02 | '03 | '04 | '05 | '06 | '07 | '08 | '09 | '10 | '11 | '12 | '13 | '14 | '15 | '16 | '17 | '18 | '19 | '20 | '21 | '22 | '23 | '24 |
| ------------------------------------------------ | --- | --- | --- | --- | --- | --- | --- | --- | --- | --- | --- | --- | --- | --- | --- | --- | --- | --- | --- | --- | --- | --- | --- | --- | --- | --- |
| Imagine                                          | 7   | 7   | 11  | 11  | 13  | 9   | 15  | 15  | 41  | 15  | 41  | 26  | 28  | 22  | 23  | 38  | 1   | 12  | 16  | 16  | 29  | 26  | 34  | 52  | 33  | 46  |

1. ↑  Een vetgedrukt getal geeft de hoogste notering aan.

### JOE fm Hitarchief Top 2000
| Imagine in de JOE fm Hitarchief Top 2000 | Imagine in de JOE fm Hitarchief Top 2000 | Imagine in de JOE fm Hitarchief Top 2000 | Imagine in de JOE fm Hitarchief Top 2000 | Imagine in de JOE fm Hitarchief Top 2000 |
| Jaar                                     | 2009                                     | 2010                                     | 2011                                     | 2012                                     |
| ---------------------------------------- | ---------------------------------------- | ---------------------------------------- | ---------------------------------------- | ---------------------------------------- |
| Positie                                  | 26                                       | 47                                       | 35                                       | 33                                       |

### Radio 2 1000 Klassiekers
| Nummer met notering(en) in de 1000 Klassiekers van Radio 2 | '07 | '08 | '09 | '10 | '11 | '12 | '13 | '14 | '15 | '16 | '17 | '18 | '19 | '20 |
| ---------------------------------------------------------- | --- | --- | --- | --- | --- | --- | --- | --- | --- | --- | --- | --- | --- | --- |
| Imagine                                                    | 27  | 34  | 112 | 7   | 20  | 12  | 15  | 20  | 1   | 21  | 17  | 33  | 5   | 2   |

1. ↑  Een getal geeft de plaats aan; een '-' dat het nummer niet genoteerd was. Een vetgedrukt getal geeft aan dat dit de hoogste notering betreft.